# True-Gletscher
Der True-Gletscher ist ein Gletscher an der Walgreen-Küste des westantarktischen Marie-Byrd-Lands. Er fließt von der Bear-Halbinsel südlich des Hunt Bluff in südwestlicher Richtung zum Dotson-Schelfeis.
Das Advisory Committee on Antarctic Names benannte ihn 1977 nach Lawrence E. True, Funker der United States Navy, der an drei Kampagnen der Operation Deep Freeze beteiligt war.